# Михаил Ганчев
Михаил Милев Ганчев е български военен деец, капитан и революционер, деец на Върховния македоно-одрински комитет.

## Биография
Ганчев е роден в град Карлово на 3 ноември 1872 г. Завършва гимназия в родния си град и постъпва в Българската армия. През 1890 година завършва Школата за запасни офицери в София.
През 1903 година служи като подпоручик в Двадесети пехотен добруджански полк. Заминава за Македония и е определен за кочански войвода. Взема участие в Илинденското въстание, по време на което действа с четата си в Кочанско. След въстанието се връща в България. През 1904 година отново влиза като войвода на чета в Македония.
През 1905 година се оттегля от революционна дейност и е назначен за финансов началник в град Попово. Участва във войните за национално обединение 1912 – 1913 и 1915 – 1918 година и достига до чин капитан.
Михаил Ганчев умира на 29 май 1931 година в Разград.

## Военни звания
- Подпоручик (6 септември 1892)
- Поручик (28 юли 1913)
- Капитан (1918)